# Época hadrónica
En el contexto de la hipótesis del Big Bang, se denomina era hadrónica al instante comprendido entre los 10−43 y los 10−4 segundos después de la explosión.
Durante esa fase, tras haberse generado una fuerte disminución de la temperatura, se separaron las cuatro fuerzas fundamentales: la fuerza de la gravedad, la fuerza nuclear fuerte, la fuerza nuclear débil y la fuerza electromagnética. 
Llegado el segundo 10−12, el universo presentaba una colisión entre los quarks y leptones con sus antipartículas y los fotones, dándose un estado de equilibrio entre materia y radiación.